# Catedral de Sant Sebastià (Bratislava)
La Catedral de Sant Sebastià o simplement Catedral del Ordinariato Militar (en eslovac: Katedrála sv. Šebastiána) és el nom que rep un temple de l'Església Catòlica a Bratislava que és des de 2009 la catedral del Ordinariato Militar a Eslovàquia.
La primera pedra de l'església va ser col·locada en 1995 i va ser consagrada el 2003 pel Papa Juan Pablo II. No obstant això, la construcció no va començar fins a la primavera de 2007, després que es va emetre el permís per construir el gener de 2007. L'arquitecte del projecte va ser Ladislav Banhegyi. El sostre va ser construït en 2008. El treball a l'interior va durar fins a l'estiu de 2009. El 13 de juny de 2009 va tenir lloc la cerimònia de consagració, presidida pel Bisbe Stanislav Zvolensky.